# Hans Oppenheimer
Johann „Hans“ Felix Robert Oppenheimer (* 18. Juni 1901 in Fürth; † 20. März 1945 in Belsen) war ein deutscher Soziologe und Bankier jüdischer Abstammung. Nach einer vielbeachteten Promotion war er in einem Bankhaus tätig. Von 1936 bis 1943 lebte er aufgrund der Judenverfolgung im nationalsozialistischen Deutschland in den Niederlanden im Exil und wurde 1944 ins Konzentrationslager Bergen-Belsen deportiert, wo er 1945 starb.

## Leben
Der 1901 geborene Hans Oppenheimer war der Sohn des Prokuristen Josef Oppenheimer (1866–1943) und dessen Ehefrau Meta Oppenheimer (1876–1943), geborene Baum. Er studierte an der philosophischen Fakultät der Ruprecht-Karls-Universität Heidelberg, unter anderem bei Heinrich Rickert, Karl Jaspers, Alfred Weber und Ernst Hoffmann. 
Oppenheimer promovierte 1924 in Heidelberg, seine Promotionsschrift wurde als jahrgangsbeste mit einem Preis der Fakultät und einer goldenen Ehrenmedaille ausgezeichnet. Das Werk wurde in der Folge sowohl in der deutschsprachigen als auch englischsprachigen Fachliteratur lobend rezensiert und vielfach zitiert.
1925 zog Oppenheimer nach Berlin, um dort zunächst bei der Handelskammer Berlin und anschließend als Mitarbeiter des Bankhauses Mendelssohn & Co. zu arbeiten.
1927 heiratete Oppenheimer seine Kommilitonin Friederike (Rita) Fürst, die ebenfalls in Heidelberg studierte und dort 1927 promoviert hatte. 1928 wurde als erster Sohn Paul, 1931 als zweiter Sohn Rudolf (Rudi) geboren. 
Um sich der zunehmenden nationalsozialisten Judenverfolgung in Deutschland zu entziehen, floh die Familie 1936 in das Vereinigte Königreich mit der Absicht, sich dort niederzulassen. In London wurde als drittes Kind die Tochter Eve geboren. Oppenheimer erhielt allerdings keine Einwanderungserlaubnis. 
Schließlich gelang es Oppenheimer, sich 1936 in die Amsterdamer Niederlassung seines Bankhauses versetzen zu lassen. Er zog nach Heemstede in den Niederlanden, wohin ihm kurz darauf seine Frau mit den Kindern und auch sowohl seine Eltern als auch die seiner Frau folgten. 
Ab 1939 wohnten seine Eltern eine Zeit lang in der Jacob de Witstraat 16 in Heemstede. Infolgedessen ging Oppenheimer nach der deutschen Besetzung der Niederlande im Mai 1940 mit Frau und Kindern nach Naarden in Nordholland. Dort wurden sie im Juni 1943 bei einer Hausdurchsuchung gefasst, zunächst ins Durchgangslager Westerbork und schließlich im Februar 1944 ins Konzentrationslager Bergen-Belsen gebracht. Oppenheimers Eltern wurden im März 1943, Rita Oppenheimers Eltern im Juli 1943 im Vernichtungslager Sobibor getötet. Rita Oppenheimer starb im Konzentrationslager Bergen-Belsen am 17. Januar 1945, Oppenheimer selbst zwei Monate später am 20. März 1945; ihre drei Kinder überlebten. Weil Tochter Eve im Vereinigten Königreich geboren war, wurden sie und ihre Geschwister als wertvolle Austauschjuden erachtet.

## Schriften
- Hans Oppenheimer: Die Logik der soziologischen Begriffsbildung mit besonderer Berücksichtigung von Max Weber. In: Ernst Hoffmann, Heinrich Rickert (Hrsg.): Heidelberger Abhandlungen zur Philosophie und ihrer Geschichte. 1.  Auflage. J. C. B. Mohr (Paul Siebeck), Tübingen 1925.

- Sauter, J.: Hans Oppenheimer: Die Logik der soziologischen Begriffsbildung mit besonderer Berücksichtigung von Max Weber. (Rezension). In: Zeitschrift für die gesamte Staatswissenschaft. Band 82, Nr. 3, 1927, S. 621 f.